# Cynthia Cooke
Cynthia Felicity Joan Cooke (11. června 1919 Bealings – 20. dubna 2016) byla britská civilní a vojenská zdravotní sestra, která v letech 1973 až 1976 velela jednotce Queen Alexandra's Royal Naval Nursing Service (QARNNS). Za svou službu byla několikrát vyznamenána.

## Mládí
Narodila se v Bealingsu v hrabství Suffolk 11. června 1919 do vojenské rodiny. Studovala na Stockwell County Secondary School v Londýně. Na této škole se vyučovalo speciální metodou zvanou Daltonský plán.

## Kariéra

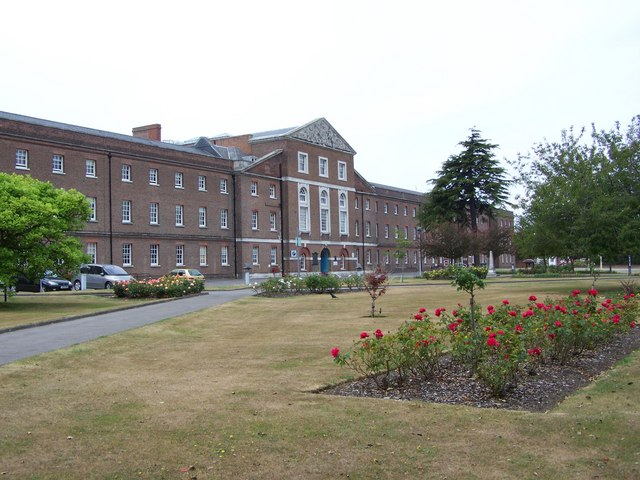
Budova bývalé Nemocnice královského námořnictva v Haslaru.

V roce 1938 započala zdravotnická studia v Dětské nemocnici na ulici Tite v Chelsea (anglicky: Tite Street Children's Hospital). Po vypuknutí druhé světové války pracovala jako sálová sestra a v roce 1943 započala s výcvikem nutným ke vstupu do Queen Alexandra's Royal Naval Nursing Service. Výcvik probíhal v Nemocnici královského námořnictva v Haslaru (anglicky: Royal Naval Hospital Haslar). Zde pracovala od roku 1944 a na konci téhož roku byla poslána do Austrálie. Tam odjela na palubě transportní lodi spolu s 4 000 královskými mariňáky.

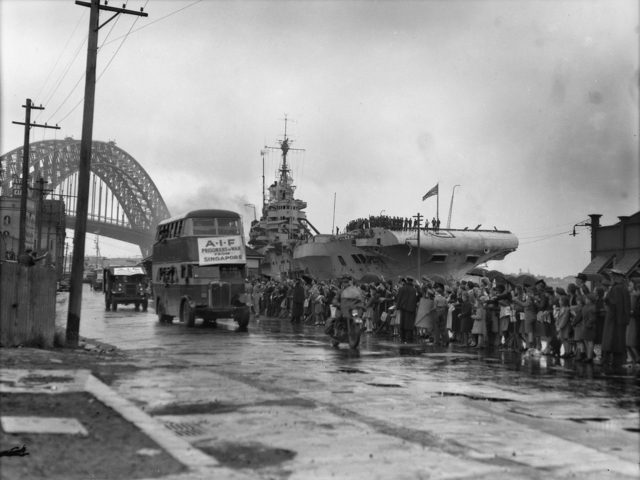
Sydney: návrat válečných zajatců na palubě lodi HMS Formidable v říjnu 1945

V roce 1945 rezignovala z postu zdravotní sestry v Nemocnici královského námořnictva v Herne Bay v Sydney (anglicky: Royal Naval Hospital Herne Bay), aby mohla asistovat zdravotnickému týmu na palubě lodi HMS Formidable. Její první misí na této lodi bylo vyzvednutí jednoho tisíce bývalých australských válečných zajatců v Manile. Jen samotné naloďování zabralo tři dny. Cooke část této doby věnovala pomoci při výrobě sádrového pouzdra o délce lidského těla, které bylo doplněno rukověťmi z běžných nosítek. Tato speciální nosítka byla určena pro přepravu jednoho z vojáků, který trpěl spinální tuberkulózou.
Krátce poté následovala dne 24. října 1945 další mise. Tentokrát loď odplula na Papuu Novou Guineu, kde měla asistovat při léčbě 1 254 punjábských vojáků trpících malárií a ekzémem. Po působení na HMS Formidable byla Cooke převelena na HMS Queen (D19), na které se vrátila do Spojeného království.
Po válce sloužila na základně RNAS Dale, v Chathamu, v Hongkongu, na Maltě a v Plymouthu. Poté se v roce 1970 stala vedoucí instruktorkou na výcvikové škole královského námořnictva a nakonec v roce 1973 převzala velení nad jednotkou Queen Alexandra's Royal Naval Nursing Service.
V roce 1976 odešla do výslužby a zbytek života strávila péčí o svou matku a podporou Britské ženské královské legie (anglicky: Royal British Legion for Women), Národní krevní banky (anglicky: The National Blood Service) a svého místního kostela.

## Vyznamenání
Za svou službu obdržela v roce 1964 Královský červený kříž a v roce 1974 pak Nejctihodnější řád sv. Jana Jeruzalémského v hodnosti komandéra. Také ji byl v roce 1975 udělen Řád britského impéria v hodnosti komandér.